# والتر كارليسلي
والتر كارليسلي (بالإنجليزية: Walter Carlisle) هو لاعب كرة قاعدة أمريكي، ولد في 6 يوليو 1881 في يوركشاير في المملكة المتحدة، وتوفي في 27 مايو 1945 في لوس أنجلوس في الولايات المتحدة.

## وصلات خارجية
- والتر كارليسلي على موقع دوري كرة القاعدة الرئيسي (الإنجليزية)
- والتر كارليسلي على موقعبيزبول رفرنس.كوم (الدوري الرئيسي) (الإنجليزية)
- والتر كارليسلي على موقعبيزبول رفرنس.كوم (الدوري الثانوي) (الإنجليزية)
- والتر كارليسلي على موقع جمعية أبحاث البيسبول الأمريكية (الإنجليزية)